# 飯田一男
飯田 一男（いいだ かずお、1905年〈明治38年〉1月10日 - 1995年〈平成7年〉）は、日本の電気工学・通信工学者。工学博士（京都大学）。大阪工業大学名誉教授。元電気工学教室担当。
専門は、電気科学（特にテレビ受像機）、電気通信工学・無線工学。

## 来歴
京都帝国大学工学部電気工学科を卒業。
1949年、摂南工業大学（同年、大阪工業大学に改称）工学部電気工学科教授となり、電気工学教室を担当した。指導する電気科学研究部が製作したテレビ受像機が文部大臣賞（1953年）を受賞した。その後も20年わたって教鞭を執り、大学初期の電気工学・電気通信工学（特に無線工学）の研究・育成を手がけた。
1959年4月に大阪工業大学電子工学科客員教授にも就任した。
その後、1973年1月に、京都大学大学院工学研究科より、木村磐根の指導の下、論文「円柱誘電体付加空中線の理論的研究」で工学博士号を取得する。
1983年3月に大阪工業大学退職、名誉教授となる。

## 主な研究
- 円柱誘電体付加空中線の理論
- FFT-負性コンダクタンス回路の直流特性[6]
- 変形V型空中線
- 感度のよい鑛石受信機の作り方
- ハム局用オート･トランス